# Karlsruher Stadtderby

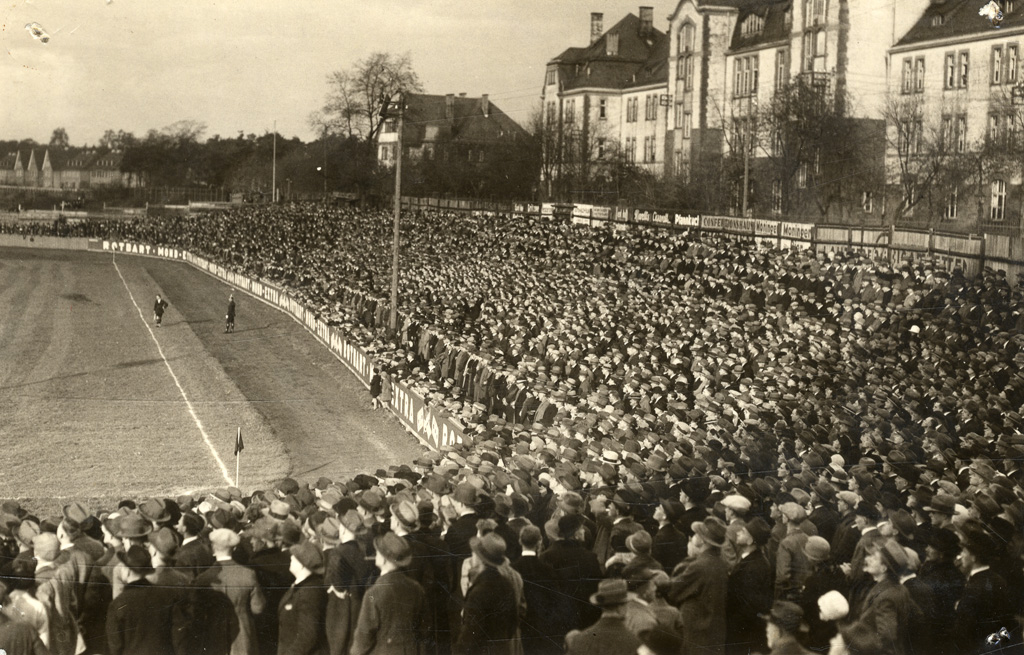
Karlsruher Stadtderby 1928: Karlsruher FV gegen den Karlsruher FC Phönix (4:2) im Stadion an der Telegraphenkaserne.

Das Karlsruher Stadtderby zwischen dem Karlsruher FC Phönix, bzw. dem Nachfolgeverein Karlsruher SC, und dem Karlsruher FV ist eines der ältesten, am häufigsten ausgespielten und bis in die 1950er Jahre wichtigsten Derbys im deutschen Fußball.

## Die Geburtsstunde des Derbys
Die Geburtsstunde des Karlsruher Stadtderbys wird auf den 1. Mai 1898 datiert. Auf dem Engländerplatz wurde das Duell „wegen Beleidigung unseres verdienstvollen Führers“ beim Stand von 1:2 für den KFV abgebrochen. Kapitän Arthur Beier war von Gegenspielern oder Zuschauern angegangen worden, daraufhin hatte seine Elf geschlossen das Feld verlassen. Durch diesen Skandal hatte sich ein gewöhnliches Stadtduell laut Phönix Chronik in ein Derby verwandelt.

## Das Derby

### Bis in die 1950er Jahre
Bis in die 1950er Jahre hinein bestand eine große Rivalität zwischen dem Karlsruher FV und dem Karlsruher FC Phönix, der 1952 zum Karlsruher SC fusionierte und das Derby dadurch quasi „mitvererbt“ wurde. Gegen den Phönix bestritt der KFV von 1896 bis 1952 130 Spiele (bei 59 Siegen, 32 Unentschieden und 39 Niederlagen). Gegen den höher klassigen Karlsruher SC kam es seit 1952 nur noch zu 14 Spielen, wovon der KFV eine Partie gewinnen konnte, bei einem Unentschieden und 12 Niederlagen. Rechnet man die übrigen Vorgängervereine des KSC mit ein (Karlsruher FC Alemannia 1897, der 1912 mit Phönix fusionierte sowie der VfB Mühlburg, der 1933 aus dem FC Mühlburg und dem VfB Karlsruhe entstand, letzterer aus dem FC Germania und dem FC Weststadt) kommt man auf 237 Spiele (113 Siege KFV, 42 Remis und 82 Siege Phönix bzw. KSC).
Das Karlsruher Derby war regelmäßig als „bedeutendstes Fußballsport-Ereignis in Süddeutschland“ angekündigt worden. Angeblich hatten sich Vereine in ganz Deutschland das Ergebnis des Derbys regelmäßig telegrafieren lassen.

### Freundschaftliches Verhältnis zwischen den Vereinen
Nachdem der KFV immer weiter in den Amateurfußball abstürzte und spätestens seit der KFV 2004 Insolvenz anmeldete und seit 2007 in der Kreisklasse spielt, kam die Rivalität zum Erliegen. Seit 2018 besteht ein loses, freundschaftliches Verhältnis zwischen den Vereinen, so sind die ehemaligen KSC-Präsidenten Roland Schmider, Gerhard Seiler und Ingo Wellenreuther Ehrenmitglieder beim KFV. Die Supporters Karlsruhe, der Dachverband der KSC Fans, gedenkt gemeinsam mit dem KFV jährlich am 1. März der aufgrund seines jüdischen Glaubens von den Nazis in Auschwitz ermordeten KFV Vereinslegende Julius Hirsch.

### Erneute Duelle im Amateurbereich
In der Saison 22/23 kam es in der Kreisklasse B zum Aufeinandertreffen zwischen der ersten Mannschaft des KFV und der zweiten Mannschaft des KSC. Der KFV konnte das Spiel vor 350 Zuschauern für sich entscheiden.

## Wichtige Spiele
Geburtsstunde des Karlsruher Stadtderbys am 1. Mai 1898 (siehe Die Geburtsstunde des Derbys).
In der einzig ausgetragenen Meisterschaft des Karlsruher Fußball-Bundes – quasi eine Stadtmeisterschaft – gewann der KFV mit 9:0 gegen Phönix Karlsruhe.
Das bekannteste Aufeinandertreffen im Halbfinale der Deutschen Meisterschaft 1910 entschied der KFV vor 8000 Zuschauern mit 2:1 für sich.
Bei der Begegnung am 8. Dezember 1912 hatte Phönix beim Stand von 2:1 wie der klare Sieger ausgesehen, als der Schiedsrichter zweieinhalb Minuten vor dem Ende die Partie plötzlich wegen Nebels abbrach. Das Publikum „stürmte“ daraufhin auf den Platz („Alles ist erstaunt und läuft erregt ins Spielfeld“). Der Fall dieses „Platzsturmes“ hatte für weite Diskussionen in den Medien gesorgt da diese zu dieser Zeit sehr selten waren.
Im Jahre 1960 trafen der KSC und der KFV in der Qualifikation für den DFB-Pokal aufeinander. Der KSC gewann das Spiel im Wildparkstadion mit 10:1.
Das 70-jährige Jubiläum feierte der KFV mit Jubiläumsspielen gegen den KSC, Waldhof Mannheim und dem AS Nancy. In der Pokalrunde unterlag der KFV dem KSC mit 1:3 vor 5000 Zuschauern.

## Ältester deutscher Fußballfilm
Der älteste erhaltene deutsche Fußballfilm zeigt Aufnahmen des Halbfinales der Deutschen Meisterschaft 1910 zwischen dem KFV und dem FC Phönix. Der etwa drei Minuten lange Film zeigt einige Flanken und Spielszenen auf Strafraum-Höhe. Tore sind im Film nicht zu sehen. Aufgenommen wurde der Film in der Heimstätte des KFV, dem KFV-Platz an der Telegrafenkaserne.